# بريسيلي بيمبروكشير (دائرة انتخابية في المملكة المتحدة)
بريسيلي بيمبروكشير (بالإنجليزية: Preseli Pembrokeshire)‏ هي إحدى الدوائر الانتخابية في المملكة المتحدة الممثلة في مجلس العموم في برلمان المملكة المتحدة.
عضو البرلمان الذي يمثلها حالياً هو :Mr Stephen Crabb (Con).